# 尾崎秀実
尾崎 秀実（おざき ほつみ、1901年（明治34年）4月29日 - 1944年（昭和19年）11月7日）は日本のジャーナリスト・評論家。朝日新聞社記者、内閣嘱託、満鉄調査部嘱託職員を務める。
共産主義者であり、ソ連のスパイ・扇動者としても活動した。
近衛文麿政権のブレーンとして、政界・言論界に重要な地位を占め、軍部とも独自の関係を持ち、日中戦争（支那事変）から太平洋戦争（大東亜戦争）開戦直前まで政治の最上層部・中枢と接触し国政に影響を与えた。
共産主義者であり、革命家としてリヒャルト・ゾルゲが主導するソビエト連邦の諜報組織「ゾルゲ諜報団」に参加。最終的にゾルゲ事件（「ゾルゲ゠尾崎事件」とも呼ばれる）として1941年（昭和16年）に検挙され、首謀者の1人として裁判を経て死刑に処された。共産主義者としての活動は同僚はもちろん妻にさえ隠し、自称「もっとも忠実にして実践的な共産主義者」として、逮捕されるまで正体が知られることはなかった。
筆名として白川次郎、草野源吉を用いた。

## 生涯

### 生い立ち
報知新聞記者の父・尾崎秀真（ほつま）の子として現在の東京都港区で生まれた。5ヵ月後、父が台湾総督府の後藤新平の招きを受け、台湾日日新報社漢文部主筆として赴任したことから、日本統治時代の台湾で育ち、台北第一中学校（現・台北市立建国高級中学）に進学。父方の尾崎家は、岐阜県加茂郡白川町の旧・苗木藩領にあり、明治時代初期に行われた廃仏毀釈により仏教が廃されて神道のみとなっている地域であった。
コミンテルンの活動家となったきっかけは幼少の頃台湾に住んでいたときに感じた差別であったが、若かりし頃には運動に携わらなかった。たとえば、第一高等学校時代に森戸事件が起きたが、特に社会運動に参加はしていない。しかし、東京帝国大学法学部在学中に起こった「大正十二年夏の第一次共産党検挙事件」・「農民運動者の検挙事件」・「大杉栄とその妻子の殺害事件（甘粕事件）」などから刺激を受け、社会主義を開拓していくことに英雄主義的な使命を感じるようになっていった。マルクスの『資本論』をはじめ、レーニンの『帝国主義論』、『国家と革命』を読むようになった。なお、中国問題に着目するようになったのはカール・ウィットフォーゲルの『目覚めつつある支那』を読んでからである。東大大学院に進学し、大森義太郎経済学部教授によるブハーリンの「史的唯物論」の研究会に参加、共産主義の研究に没頭することになり、完全な共産主義者となった。
1926年（大正15年）5月、東京の朝日新聞社に入社、社会部に籍を置く。同期入社にはのちにゾルゲ事件で検挙された田中慎次郎がいた。この頃は「草野源吉」の偽名で社会主義の研究会や関東出版組合などに所属する。

### 上海へ
1927年（昭和2年）10月から翌年まで大阪朝日新聞の支那部に籍を置く。この大阪赴任中、一高の先輩で日本共産党員の冬野猛夫に会い、影響を受ける。上海に渡る直前に、一高、東京帝大で同期でドイツ帰りの羽仁五郎から現地の新聞の研究・分析の重要性について教わる。
この頃、兄・秀波（ほなみ）の妻だった英子と結婚。

その後、特派員として同年11月に大阪朝日新聞社上海支局に転勤し、英語とドイツ語に堪能な尾崎は、太田宇之助支局長のもと外交方面を受け持つことになる。上海滞在中、内山書店に通い、店主の内山完造や、そこに出入りする郭沫若や魯迅、中国左翼作家連盟の夏衍と交際する。また中国共産党とも交流した。
1928年（昭和3年）11月、イレーネ・ワイテマイヤーが経営するツァイトガイスト（ドイツ語で「時代精神」の意）書店でアグネス・スメドレーに会い、コミンテルン本部機関に加わり諜報活動に間接的に協力するようになる。さらに、常盤亭という日本料理店において、スメドレーの紹介で、フランクフルター・ツァイトング紙の特派員「ジョンスン」ことリヒャルト・ゾルゲと出会う。彼を通じてモスクワへ渡った南京政府の動向についてのレポートが高く評価され、南京路にある中華料理店の杏花楼で、ゾルゲから自分はコミンテルンの一員であると告げられ、協力を求められ、承諾する。実際に尾崎をゾルゲに紹介したのはアメリカ共産党員で当時上海にあった太平洋労働組合書記局（PPTUS）に派遣され、満鉄傘下の国際運輸という運送会社に潜り込んでいた鬼頭銀一である。
1931年（昭和6年）春に、「日支闘争同盟」の会合に出席した際、満鉄調査部の上海満鉄公処の小松重雄の紹介で、川合貞吉と出会う。関東軍の動向を探るため、同年6月に川合を満州に派遣する。

### 政権中枢への接近
1932年（昭和7年）2月末に大阪本社から帰国命令を受けて日本に戻り、外報部に勤務。同年5月末に「南龍一」こと宮城与徳が本社に訪ねてきて、彼を介して奈良において6月初旬にゾルゲと再会、彼から諜報活動に従事するよう要請されて、全面的な支援を約束、ゾルゲ諜報団の一員として本格的に活動するようになる。暗号名は「オットー」である。また、鬼頭銀一と神戸や大阪でたびたび会っていた。
1934年（昭和9年）10月、東京朝日新聞社に新設された東亜問題調査会勤務となり東京朝日新聞に転じる。
1936年（昭和10年）、カリフォルニアのヨセミテで開催された太平洋問題調査会に中国問題の専門家として参加、西園寺公一と出会い親友となる。このとき西園寺公一の通訳であった牛場友彦とも面識を得る。この会議のパーティーに共に出席したゾルゲをオランダ領東インド代表のオランダ人から紹介され、初めてその本名を知ったという（この時まで尾崎にとってゾルゲは「ジョンスン」であった）。
翌1937年（昭和12年）4月から近衛文麿側近の後藤隆之助が主宰する政策研究団体である昭和研究会に佐々弘雄の紹介で参加。7月、東京朝日を退社し、総理大臣秘書官の牛場友彦の斡旋で第1次近衛内閣の内閣嘱託となる。同時に、近衛主催の政治勉強会「朝食会」に参加、この関係は、第2次近衛内閣、第3次近衛内閣まで続いた。1939年（昭和14年）6月1日、満鉄調査部嘱託職員として東京支社に勤務。ゾルゲ事件で逮捕されるまで、同社に勤務する。

### 諜報活動

#### 対中強硬方針への誘導
評論家としては、中国問題に関して『朝日新聞』『中央公論』『改造』で論陣を張った。
1937年（昭和12年）7月に盧溝橋事件（支那事変）が起こると、『中央公論』9月号で「南京政府論」を発表し、蔣介石の国民政府は「半植民地的・半封建的支那の支配層、国民ブルジョワ政権」であり、「軍閥政治」であるとして酷評し、これにこだわるべきでないと主張した。また、ソ連による中ソ不可侵条約締結と在華ソビエト軍事顧問団やソ連空軍志願隊の派遣に前後し、9月23日付の『改造』臨時増刊号でも、局地的解決も不拡大方針もまったく意味をなさないとして講和・不拡大方針に反対、日中戦争拡大方針を主張した（コミンテルン指令1937年）。11月号では「敗北支那の進路」を発表、「支那に於ける統一は非資本主義的な発展の方向と結びつく」として中国の共産化を予見した。
こうした主張は、当時「暴支膺懲」の標語のもとで盛り上がった反中感情を扇動し、翌1938年（昭和13年）1月16日の第一次近衛声明に影響を与え早期和平を目指したトラウトマン工作も打ち切られた（アクティブ・メジャーズ）。同年『改造』5月号で「長期抗戦の行方」を発表し、日本国民が与えられている唯一の道は戦いに勝つということだけ、他の方法は絶対に考えられない、日本が中国と始めたこの民族戦争の結末をつけるためには、軍事的能力を発揮して、敵指導部の中枢を殲滅するほかないと主張、また『中央公論』6月号で発表した「長期戦下の諸問題」でも中国との提携が絶対に必要だとの意見に反対し、敵対勢力が存在する限り、これを完全に打倒するしかない、と主張して、講和条約の締結に反対、長期戦もやむをえずとして徹底抗戦を説いた（軍国主義）。さらに、蒋介石政権との講和を完全に断つため、南京に汪兆銘を首班とする新政権の樹立や東亜新秩序建設の主張も行った（アジア主義および東亜協同体論）。ただし、尾崎は当時の蒋介石政権（国民政府）の中国と、中国共産党が指導する（後の）中国のあり方を区別しており、前者によって中国が統一されることを好ましく思わず、後者が確立して（革命後の）日本と提携することを望んでいたと考えられる（尾崎秀実の謀略工作）。
一方、アメリカ国内においてもソ連による反日工作が行われており、後の対日政策に影響を与えた（「第7回コミンテルン世界大会」、『米国共産党調書』および「ヴェノナ文書」）。これら一連の動きは、日中の講和を阻害し、日本軍を中国に張り付け国力の消耗を狙ったものだった（敗戦革命戦略）。

#### 南進政策への誘導
尾崎はゾルゲに日本政府の南北併進論と独ソに対する中立の決定などの情報（国家機密）を流していたが（情報漏洩）、尾崎が政治活動において第1次近衛内閣の総理大臣秘書官牛場友彦の推薦で内閣嘱託となり「朝食会」に参加し、昭和研究会などに参加したことから、日本政府の動向について情報を得て、尾崎の助言・提言という形でその政策について影響を与えることができる立場にあった（アクティブ・メジャーズも参照）。さらに尾崎の知人で外務省嘱託だった西園寺公一が海軍軍令部の藤井茂と親交があったことから、近衛文麿の側近として軍の首脳部とも緊密な関係を保ち軍部の内情を得ることが可能だった。
また、尾崎が参加した昭和研究会は国策の理念的裏づけを行い、大政翼賛会結成を推進して日本の政治形態を一国一党の軍部・官僚による独裁組織に誘導しているが、昭和研究会のメンバーが同会から発展する形で独自に結成した「昭和塾」のメンバーは尾崎ら共産主義者と企画院グループの「革新官僚」によって構成され、理念的裏づけはことごとくマルクス主義を基にしていた。
さらに、ゾルゲの手記によれば、ゾルゲ諜報団は独ソ開戦で日本の対ソ参戦の可能性が高まった1941年には尾崎の提言により対外政策を南進論（南部仏印進駐）に転じさせる働きかけを積極的におこなったと述べている結果、日本は無謀な太平洋戦争を開戦しアメリカと戦い自滅した。（「第7回コミンテルン世界大会」）。帝国主義国家で相互に戦争を起こし、ブルジョア政府を転覆させる方針はレーニンの敗戦革命論に沿うものだった。

### ゾルゲ事件と刑死
1941年（昭和16年）10月15日にゾルゲ事件の首謀者の一人として逮捕された。訊問には積極的に答えたので、28回分の検事・司法警察官訊問調書、また、28回分の予審判事訊問調書などの、膨大な量の資料を遺した。この時拘置所で一緒だった伊藤律は、回想録で恰幅の良かった尾崎がやせ衰えていたこと、別件の調査で尾崎に面会した予審判事の小林健治は総白髪になっていたことに驚いたと記している。また、近衛は尾崎の正体を知った際に驚愕し、「全く不明の致すところにして何とも申訳無之深く責任を感ずる次第に御座候」と天皇に謝罪している。
逮捕後の取調べでは、「我々のグループの目的・任務は、狭義には世界共産主義革命遂行上の最も重要な支柱であるソ連を日本帝国主義から守ること」と供述している。
1944年（昭和19年）、ロシア革命記念日にあたる11月7日に、国防保安法違反、軍機保護法違反、治安維持法違反により巣鴨拘置所でリヒャルト・ゾルゲと共に絞首刑に処された。死刑の判決が下されていた時期の尾崎に獄中で遭遇した三田村武夫は「何事か大事を為し終わったという感じの、少しも動揺の見えない落着いた態度であった」と回想している。
尾崎の墓は多磨霊園にある。また、獄中の尾崎が家族宛に送っていた書簡が戦後にまとめられ『愛情はふる星のごとく』として出版された。

### 年表
- 1901年（明治34年）、東京市芝区伊皿子町(現在の東京都港区高輪)で生まれる。幼少の頃は、日本統治下の台湾台北で育ち、臺北第一中學校（現・台北市立建国高級中学）第一部(6年制)に進学。
- 1922年（大正11年）、第一高等学校文科乙類を卒業し、東京帝国大学法学部（現・東京大学法学部）に入学。
- 1925年（大正14年）、卒業後、東大大学院に進学し、一年間在籍する。そこで、大森義太郎が指導する唯物論研究会に参加し、共産主義の研究を行った。
- 1926年（大正15年）、朝日新聞社に入社し、東京朝日新聞に勤務。社内でヨシフ・スターリンの『レーニン主義の諸問題』をテキストとした研究会を開催。
- 1927年（昭和2年）、大阪朝日新聞に転ずる。
- 1928年（昭和3年）
  - 7月、第6回コミンテルン大会とコミンテルン1928年テーゼ。
  - 11月、上海支局に転勤し特派記者となり、3年余、上海に在住。その間に中国共産党とも交流。アグネス・スメドレーと出会い、コミンテルン本部機関に加わり[5]、諜報活動に間接的に協力するようになる。さらに、リヒャルト・ゾルゲと出会う。同年、
- 1931年（昭和6年）、コミンテルン指令1931年。
- 1932年（昭和7年）2月、大阪本社に戻り、外報部に勤務。この時期、ゾルゲから諜報組織に勧誘されて参加[13]。
- 1934年（昭和9年）10月、東京朝日に転じ、東亜問題調査会に勤務。
- 1935年（昭和10年）7月、第7回コミンテルン大会。
- 1936年（昭和11年）、太平洋問題調査会に中国問題の専門家として参加、西園寺公一と出会い親友となり、牛場友彦と会う。
- 1937年（昭和12年）、4月から近衛文麿側近の後藤隆之助が主宰する政策研究団体である昭和研究会に佐々弘雄の紹介で参加。
- 1938年（昭和13年）7月、東京朝日を退社。第1次近衛内閣の嘱託となり、1939年（昭和14年）1月の内閣総辞職まで勤める。同時に、近衛主催の政治勉強会「朝食会」（朝飯会）のメンバーにもなり、この関係は、第2次近衛内閣、第3次近衛内閣まで続いた。
- 1939年（昭和14年）
  - 6月1日、満鉄調査部嘱託職員として東京支社に勤務。ゾルゲ事件で逮捕されるまで、同社に勤務していた。
  - 11月、汪兆銘を首班とする新政権の樹立や東亜新秩序建設の主張（謀略工作）も行った。
- 1940年（昭和15年）7月22日、第2次近衛内閣発足
- 1941年（昭和16年）対外政策を南進論（南部仏印進駐）に転じさせる提言をおこなった。7月18日、第3次近衛内閣発足、第2次近衛内閣を引き継ぎ同年10月18日まで続いた。9月6日の御前会議では、10月上旬までに米国との和平交渉がまとまらない場合、対米英開戦を決定しているが、この件はその開戦を回避するために発足した東條内閣により見直されたため実際の開戦時期は遅くなった。8月、尾崎は関東軍特別演習（いわゆる「関特演」）を視察するため、満州に旅行する。10月15日、ゾルゲ事件の首謀者の1人として逮捕され、改造1941年（昭和16年）11月号「大戦を最後まで戦い抜くために」が尾崎によって公表された最後の戦時論文となった。
- 1942年（昭和17年）6月16日、司法省が事件を発表する。
- 1943年（昭和18年）9月29日、東京刑事地方裁判所で死刑判決を受ける（一審）[注釈 4]。
- 1944年（昭和19年）
  - 4月5日、大審院が上告棄却の判決を下す。
  - 11月7日、巣鴨拘置所で死刑執行。

## 評価
尾崎の死後、戦後の日本では、尾崎は愛国者か売国奴か、その思想は民族主義か国際主義か、などという点で評価が屡々二分される。
- 同時代の経済学者堀江邑一は尾崎の著書『嵐に立つ支那』の書評で、尾崎の中国評論全般を「観察の鋭利と分析の透徹」の点で高く評価した[15]。評論家としての権威・評判は共産主義が抑圧されていた言論状況のもとでも高いものであった[要出典]。
- 秀実の異母弟である尾崎秀樹は幼い頃に兄・秀実が逮捕されて以来スパイの弟と罵られ、家族には脅迫状が送られたという経験を語る[16]。
- 尾崎が逮捕された当時の司法大臣でもある政治家風見章は尾崎と親しく、事件発覚の後も尾崎を信頼し続けた[17]。尾崎゠ゾルゲ事件を「卑劣なスパイ事件として片づけてしまうのは間違いであることは、公正な批判家ならばだれでも認めるところであろう」[12]とし、江戸時代に弾圧されたキリスト教徒、徳川幕府の方針に反する勤皇思想を説いたことで処刑された吉田松陰や平野国臣など、歴史の変わり目に犠牲になった人々を引き合いに出し、尾崎の処刑も日本を「あたらしい時代へと、この民族をみちびくべき進軍らっぱではなかったか」と評した[18][19]。
- 鶴見俊輔は尾崎を「国士」と評した[20]。

## 家族
- 文士・新聞記者で戦前の台湾で活躍していた尾崎秀真（尾崎白水）は父。
- 娘・楊子の夫は歴史学者（日本近現代史研究者）の今井清一で「著作集」ほかを編。
- 作家・文芸評論家で日本ペンクラブ元・会長の尾崎秀樹は異母弟で以下の関連著作を出した。
  - 生きているユダ　ゾルゲ事件 その戦後への証言（八雲書店 1959年／番町書房 1966年／角川文庫 1976年、改版新編2003年／新人物往来社 1980年／徳間文庫 1986年）
  - ゾルゲ事件　尾崎秀実の理想と挫折（中公新書 1963年／中公文庫 1983年）
  - 立ちどまった時刻 私のうちなる戦後（PHP研究所 1974年、楡出版 1991年）回顧録
  - 越境者たち―ゾルゲ事件の人びと（文藝春秋 1977年）
  - ゾルゲ事件と現代（勁草書房 1982年)
  - デザートは死 尾崎秀実の菜譜（集英社 1983年／中公文庫 1998年）
  - ゾルゲ事件と中国（勁草書房 1989年）
  - 上海1930年（岩波新書 1989年）
  - 歳月 尾崎秀樹の世界（学陽書房 1999年）新編自伝（没後刊）

## 私生活
- 妻（英子）は、秀実の兄・秀波（ほなみ）の配偶者であり（不倫の末、結婚した）、また、従姉妹（叔母の娘）でもあった[21]。
- 尾崎はアグネス・スメドレーと情交を重ねていた。1946年（昭和21年）2月、アメリカに在住していたスメドレーを石垣綾子が訪ねた際、スメドレーは石垣から、尾崎が1944年（昭和19年）にすでに刑死していると聞いて、「私の夫は亡くなっていたのか」と絶句したという[22]。

## 著作

### 単著
- Recent developments in Sino-Japanese relations  Japanese Council, Institute of Pacific Relations 1936 (Japanese council papers, no. 14)
- 『現代支那批判』 中央公論社 1936年 https://dl.ndl.go.jp/info:ndljp/pid/1272690。再版1938年 https://dl.ndl.go.jp/info:ndljp/pid/1267978
- Recent developments in Sino-Japanese relations / prepared for the sixth conference of the Institute of Pacific Relations to be held at Yosemite, California, August 15th to 29th, 1936 https://dl.ndl.go.jp/info:ndljp/pid/1678884
- 『國際関係から見た支那』  第二国民会出版部 1937年 (支那問題叢書) https://dl.ndl.go.jp/info:ndljp/pid/1453848

- 『嵐に立つ支那 : 転換期支那の外交・政治・経済』 亜里書店 1937年 https://dl.ndl.go.jp/info:ndljp/pid/1267845
- 『支那問題叢書 第1』 第二國民出版部 1937年
- 『國民思想パンフレツト』 [第1巻] 第5冊 国民思想研究所 1938年 https://dl.ndl.go.jp/info:ndljp/pid/1282103
- 『現代支那論』 岩波新書 1939年、新装復刊2018年。ISBN 4004000394
  - 『現代支那論』 勁草書房 1964年 (中国新書)
  - 『現代支那論』 岩波書店 1982年 (岩波新書 単行版)
- 『支那社会経済論』 生活社 1940年 (東亜叢書) https://dl.ndl.go.jp/info:ndljp/pid/1441520
- 『東亜民族結合と外國勢力』 中央公論社 1941年 (東亜新書) https://dl.ndl.go.jp/info:ndljp/pid/1272732 、再版https://dl.ndl.go.jp/info:ndljp/pid/1451052

#### 共著
- 『南京政府の正体』 新日本同盟 編 1937年 (新日本同盟会報) https://dl.ndl.go.jp/info:ndljp/pid/1094081
- 『教養講座 第1輯』教育科学研究会 編 西村書店 1940年
- 『太平洋問題資料 第7』日本国際協会太平洋問題調査部 編 日本国際協会 1940年
- 『事變處理と國際關係支那の現状と國際政局』松本忠雄 [述], 尾崎秀實 [述] 東洋經濟新報社 1940年 (經濟倶樂部講演 ; 1940年（昭和15年） 第20輯)
- 『東亜民族結合と外国勢力』満鉄弘報課 編 中央公論社 1941年 (東亜新書)

### 訳書
- 女一人大地を行く アグネス・スメドレー／白川次郎 譯（名義） 改造社 1934年 https://dl.ndl.go.jp/info:ndljp/pid/1086042
  - 女一人大地を行く アグネス・スメドレー／尾崎秀実 訳 酣燈社 1951年、新版1971年
  - 女一人大地を行く アグネス・スメドレー／尾崎秀実 訳 角川文庫 上下 1957-58年、改版 全1巻 1962年、新版1971年
  - 『スメドレー　パール・バック　世界文学全集4』学研、1979年。尾崎秀樹解説
- 世界政治と東亜 G.F.ハドソン／尾崎秀実 訳 生活社 1940年 https://dl.ndl.go.jp/info:ndljp/pid/1877927

### 没後刊の著書
- 『尾崎秀實選集 第1巻　中國社會の基本問題-現代中國論、中國社会経済論』世界評論社、1949年（序文細川嘉六、解説堀江邑一) 。https://dl.ndl.go.jp/info:ndljp/pid/1153462　https://dl.ndl.go.jp/info:ndljp/pid/8795359
- 『愛情はふる星のごとく : 獄中通信』尾崎英子 編註 世界評論社 1946年
  - 『愛情はふる星のごとく : 獄中通信』尾崎英子 編註 大月書店 1947年
  - 『愛情はふる星のごとく』上下 三笠書房 1951年 (三笠文庫)
  - 『愛情はふる星のごとく』上下 青木書店 1953年 (青木文庫)、改版1975年
  - 『愛情はふる星のごとく : 獄中から妻と娘への手紙』 光文社・カッパブックス 1960年。ダイジェスト版
  - 『愛情はふる星のごとく』 上下 青木書店 1985年。新装版1998年
  - 『新編 愛情はふる星のごとく』 岩波現代文庫 2003年 (今井清一 編)
- 『尾崎秀実著作集』全5巻、勁草書房 1977年 - 1979年、再版1985年

編集委員 尾崎秀樹、今井清一、竹内好、野原四郎、橋川文三
1. 嵐に立つ支那 ほか初期評論57編
2. 現代支那批判、現代支那論、評論（1937-39）
3. 支那社会経済論、最近日支関係史、評論（1940-41）
4. 愛情はふる星のごとく、上申書、書簡
5. ルポルタージュ、エッセー、時評ほか

- 『開戦前夜の近衛内閣 : 満鉄『東京時事資料月報』の尾崎秀実政治情勢報告』今井清一 編著 青木書店 1994年
- 『ゾルゲ事件 上申書』岩波現代文庫 2003年（松本健一 解説）
- 『尾崎秀実時評集 : 日中戦争期の東アジア』米谷匡史 編 平凡社東洋文庫 2004年

抜粋収録
- 運命を変えた手紙 : あの人が書いた34通 「文藝春秋」編集部 編 大和書房 2013年
- 香港都市案内集成  (香港関係日本語論文集 第11巻) 濱下武志・李培德 監修・解説 ゆまに書房 2014年
- 侮中と抗日（日中の120年文芸・評論作品選 3）張競・村田雄二郎 編 岩波書店 2016年

## 演劇・ノベル
- 木下順二『オットーと呼ばれる日本人』（初演は、1962年（昭和37年）劇団民藝）
- 太田尚樹『赤い諜報員　ゾルゲ、尾崎秀実、そしてスメドレー』（講談社 2007年）

## 映画
- 愛は降る星のかなたに（1956年、日活／監督：斎藤武市／演：森雅之）※役名は坂崎秀美
- スパイ・ゾルゲ/真珠湾前夜（1961年、フランス・日本合作／監督：イヴ・シャンピ／演：山内明）
- スパイ・ゾルゲ（2003年／監督：篠田正浩／演：本木雅弘）